# SkyTeam
SkyTeam är en global flygbolagsallians grundat av Aeroméxico, Air France, Delta Air Lines, och Korean Air i juni 2000. Den första expansionen skedde 2001 då CSA Czech Airlines och Alitalia anslöt. Nästa expansion var 2004 då KLM, Northwest och Continental Airlines gick med. I och med utökningen (den då största enskilda expansionen i flygalliansernas historia) passerade Sky Team Oneworld och blev världens näst största allians efter Star Alliance. Efter det har alliansen mer än fördubblats i antalet medlemmar.  
Utöver fullvärdiga medlemmar fanns tidigare ett antal associerade medlemmar som hade code share och koordinerade bonusprogram men som saknade rösträtt i alliansen.  

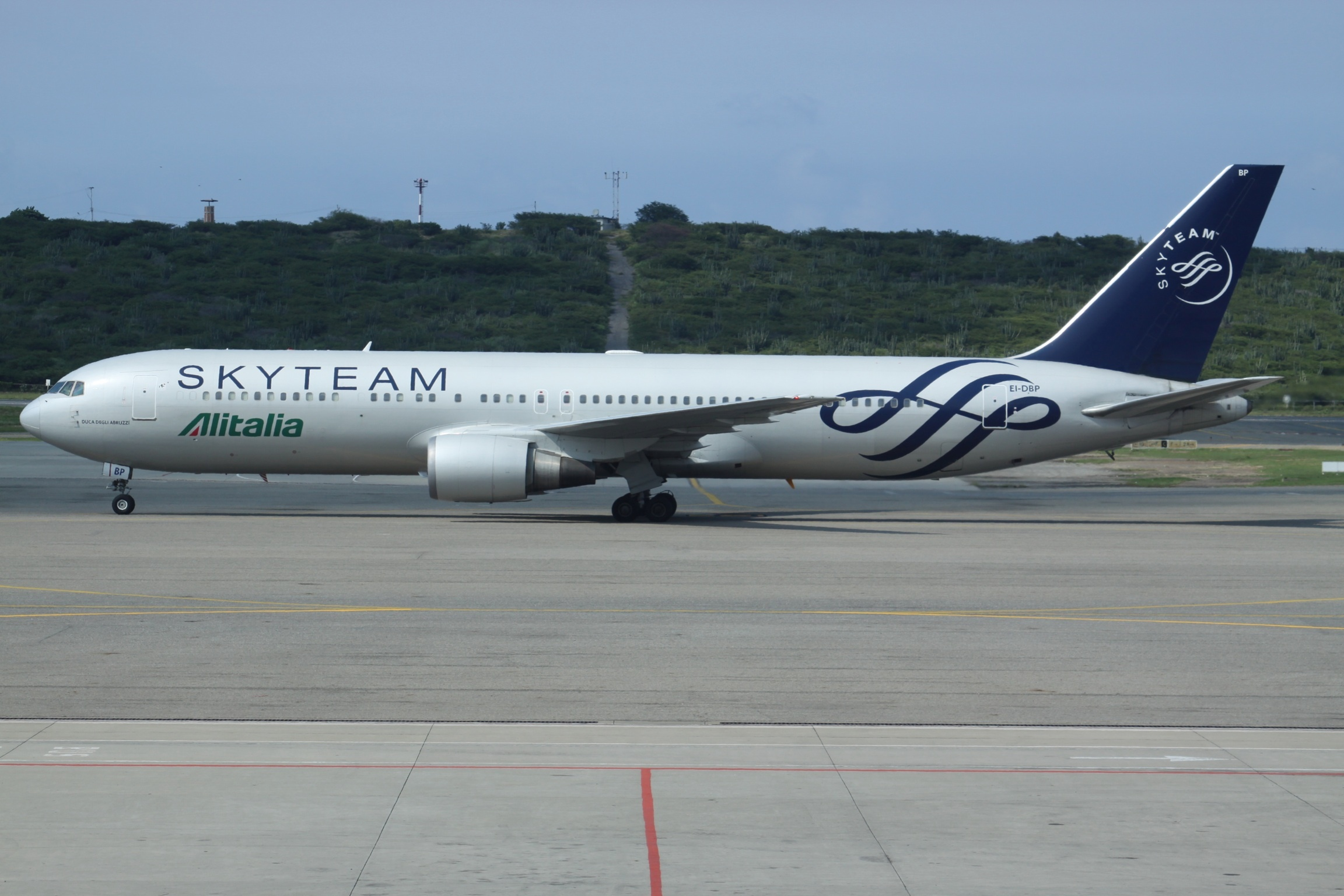
En av Alitalias (övertaget av ITA Airways år 2021) Boeing 767 i Skyteams färger

## Medlemmar[2]
- Aeroflot
- Aerolineas Argentinas
- Aeroméxico
- Air Europa
- Air France
- China Airlines
- China Eastern Airlines
- Delta Airlines
- Garuda Indonesia
- Kenya Airways
- KLM
- Korean Air
- Middle East Airlines
- SAS
- Saudia
- TAROM
- Vietnam Airlines
- Virgin Atlantic
- Xiamen Airlines

## Medlemshistorik[3]
- 2000 - Aeroméxico, Air France, Delta Air Lines och Korean Air
- 2001 - Czech Airlines och Alitalia[a]
- 2004 - Continental Airlines[a], KLM och Northwest[b]
- 2006 - Aeroflot
- 2007 - Air Europa, Kenya Airways
- 2009 - Alitalia[a]
- 2010 - Vietnam Airlines och TAROM
- 2011 - China Eastern Airlines och China Airlines
- 2012 - Saudia, Middle East Airlines, Aeroalíneas Argentinas och Xiamen Airlines
- 2014 - Garuda Indonesia
- 2023 - Virgin Atlantic blir medlem den 2 mars.[4] SAS meddelar att man kommer övergå från Star Alliance till Skyteam den 31 augusti 2024.[5]
- 2024 - Czech Airlines upphör att vara medlem den 24 oktober.[6]
- 2025 - ITA Airways avslutar sitt medlemskap den 3 februari.[7]

## SkyTeam i siffror[8]
(enligt deras hemsida, februari 2025)
- Antal medlemmar: 19
- Bildades: år 2000
- Antal årliga passagerare: 624+ miljoner
- Dagliga avgångar: 13 600+
- Antal destinationer: 1 000+ destinationer i 160+ länder
- Flotta: ca 4 000 flygplan